# Orden Nacional de Fidelidad al Pueblo
La Orden Nacional de Fidelidad al Pueblo (en francés: Ordre National de Fidélité au Peuple) es la máxima condecoración de Guinea.
Fue instaurada por el presidente Ahmed Sékou Touré, quien era llamado por este epíteto. Se halla vinculada al régimen y a la historia del Partido Democrático.
Se trata de una orden sumamente rara, reservada solamente a jefes de Estado y de gobierno.
Fidel Castro es uno de los condecorados con la Orden Nacional de Fidelidad al Pueblo (1972).
En la novela El puercoespín del escritor británico Julian Barnes aparece mencionada esta orden.